# Stanisława de Karłowska
Stanisława de Karłowska (wł. Stanisława de Karłowska-Bevan) (ur. 8 maja 1876 we Wszeliwach, zm. 9 grudnia 1952 w Londynie) – polska malarka tworząca w Wielkiej Brytanii. 

## Życiorys
Pochodziła z polskiej szlachty, która posiadała majątek ziemski w Szeliwach (obecnie Wszeliwy). Urodziła się w rodzinie Aleksandra de Karłowskiego herbu Prawdzic i Pauliny z domu Tuchołka herbu Korzbok. Ojciec Stanisławy walczył pod dowództwem gen. Józefa Bema w Wiośnie Ludów, a następnie w Powstaniu styczniowym, za co zaborca odebrał mu znaczną część majątku. 
Stanisława de Karłowska uczęszczała na prywatne lekcje rysunku do malarskiej szkoły dla kobiet Ludwika Wiesiołowskiego w Warszawie, w 1890 jej prace wystawiano w Salonie Krywulta, w 1895 w Poznaniu i od 1895 do 1897 w Towarzystwie Zachęty Sztuk Pięknych w Warszawie. 
W 1896 wyjechała do Paryża, gdzie rozpoczęła studia w Académie Julian. 
W 1897 uczestniczyła w ślubie Janiny Flamm i Erica Forbes-Robertsona, gdzie poznała malarza Roberta Bevana, którego 9 grudnia tego samego roku poślubiła w Warszawie. Para zamieszkała w Swiss Cottage koło Londynu, Stanisława tworzyła i wystawiała swoje prace z Women's International Art Club i New English Art Club, wystawy miały miejsce w Allied Artists’ Association. Nie mogła należeć do Fitzroy Street Group ani do późniejszej Camden Town Group, ponieważ w tamtych czasach nie istniało równouprawnienie, ale to spowodowało, że stała się współzałożycielką London Group, z którą wystawiała przez resztę swojego życia. Krytyków zainteresowało stosowane przez nią łączenie modernizmu i polskiej sztuki ludowej. Razem z mężem wielokrotnie odwiedzała Polskę, rodzinne Wszeliwy oraz Mydłów, gdzie mieszkała jej siostra. Oboje urządzali tam plenery malarskie i wiele obrazów przedstawia polskie krajobrazy oraz polskich chłopów w strojach ludowych.

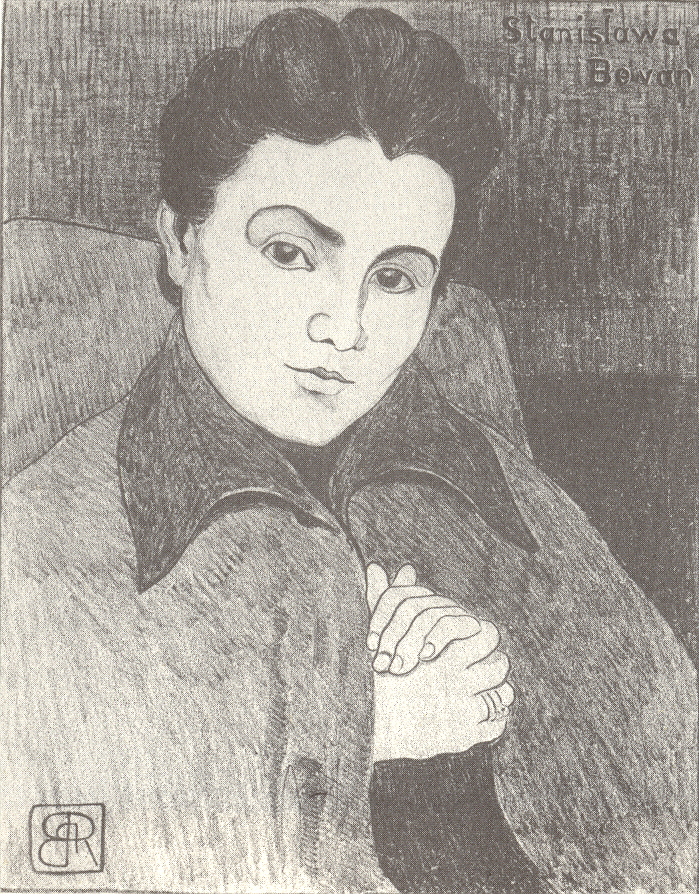
Stanisława na litografii męża (1898)

Stanisława de Karłowska i Robert Bevan mieli dwoje dzieci, córkę Edith Halinę (ur. 1898) (zamężną z Charlesem Baty) i syna Roberta Alexandra (ur. 1901). Robert Bevan zmarł w 1925, artystka podróżowała do Polski, a wakacje spędzała z rodziną córki w Pléneuf-Val-André w północnej Bretanii i w Saint-Nicolas-du-Pélem. W 1935 miała miejsce jedyna za jej życia indywidualna wystawa jej prac w londyńskiej Adams Gallery, kolejne odbyły się w 1954 i 1968. Malarka okres II wojny światowej spędziła w Chester, zmarła w 1952 w Londynie i spoczęła w grobowcu rodziny Bevan w Cuckfield, w hrabstwie Sussex. Spuściznę po mężu i swoje prace przekazała pod koniec życia dzieciom, które rozporządzały kolekcją. 
Prawnukiem Stanisławy de Karłowskiej i Roberta Bevana jest brytyjski historyk Patrick Baty.